# Michel-Jean Sedaine
Michel-Jean Sedaine (París, 2 de juny de 1719 - París, 17 de maig de 1797) fou un dramaturg francès.
D'obra molt variada, fou autor de poemes, drames històrics i nombrosos llibres d'òpera còmica i drames musicals, entre altres gèneres; les seves peces més conegudes són:
- Le Diable à quatre(1756)
- Blaise le Savetier (1759)
- On ne s'avise jamais de tout (1761)
- Le philosophe sans le savoir (1765)
- La Gageure imprévue (1768).
- Aucassin et Nicolette (1780)
- Richard Coeur-de-lion (1784)
- Amphitryon (1788)
- Raymond V, comte de Toulouse ou l'épreuve inutile (drama)
- Maillard, ou Paris sauvé(drama).